# Draft de la NBA de 1990
El Draft de la NBA de 1990 se celebró el día 27 de junio en el Madison Square Garden de Nueva York.

## Primera ronda

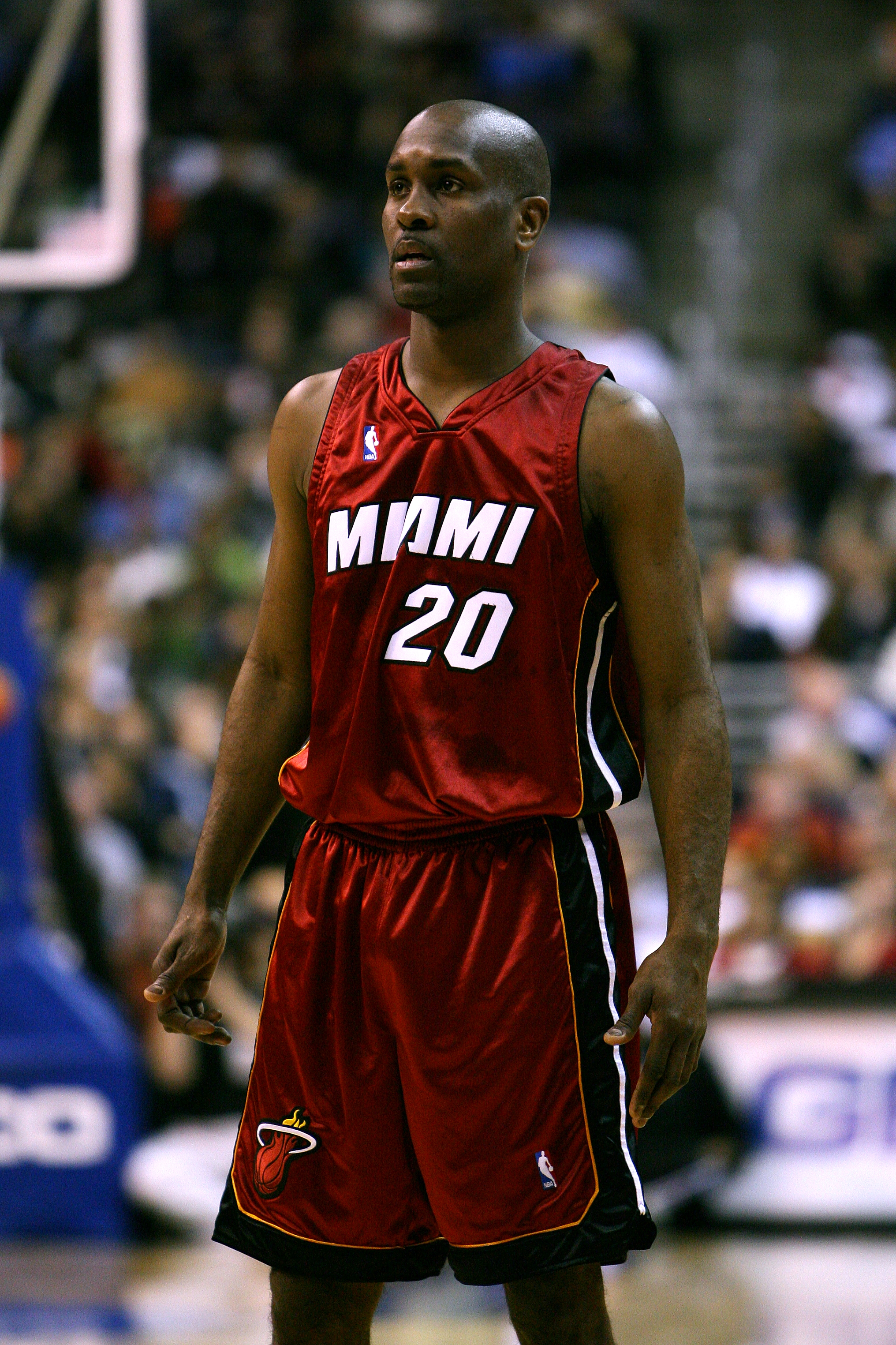
Gary Payton, la 2ª elección.

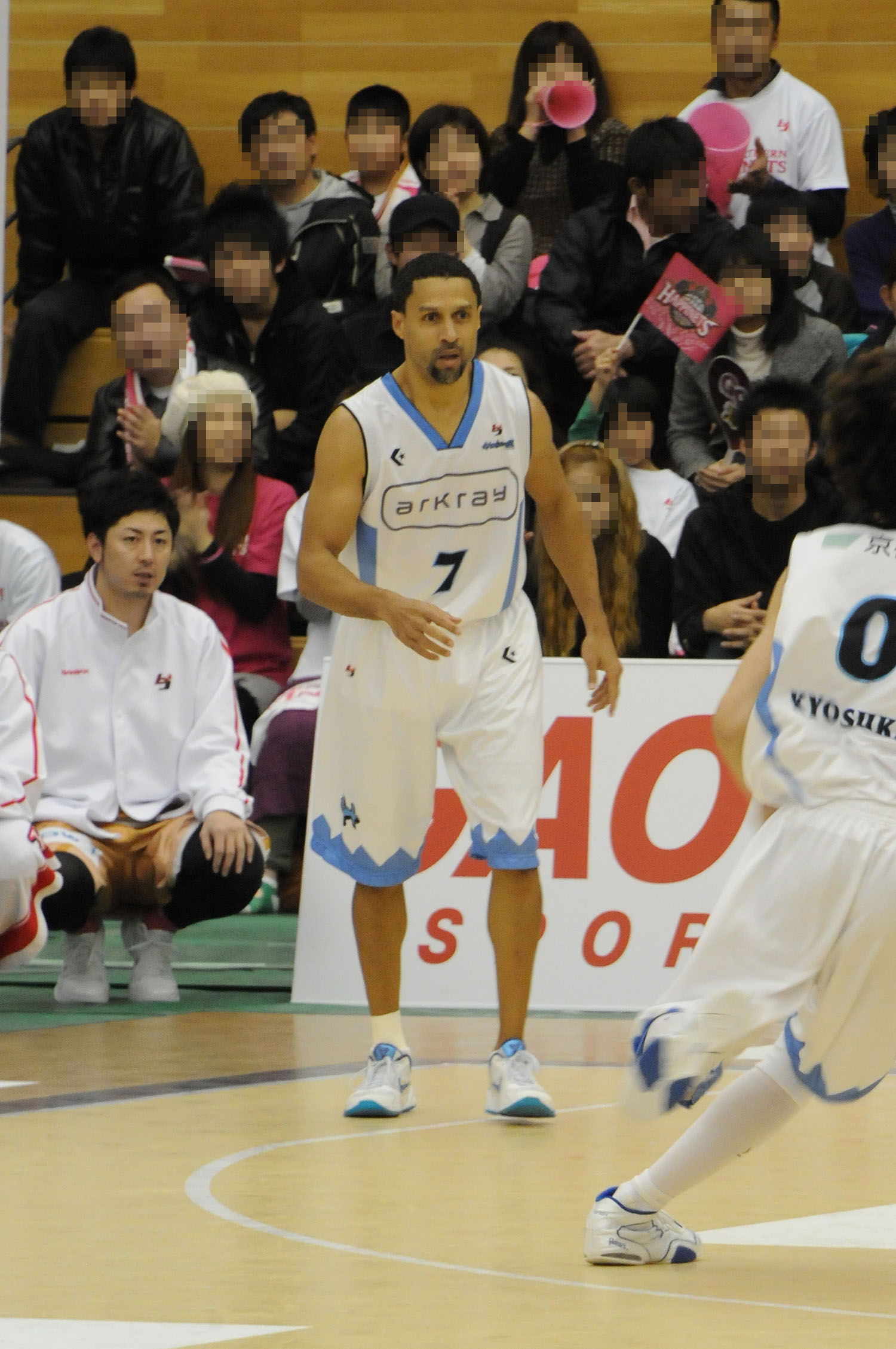
Chris Jackson (posteriormente Mahmoud Abdul-Rauf), la 3ª elección

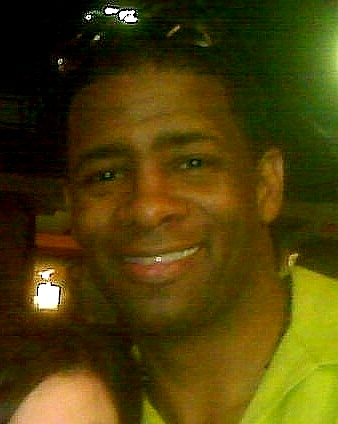
Kendall Gill, la 5ª elección

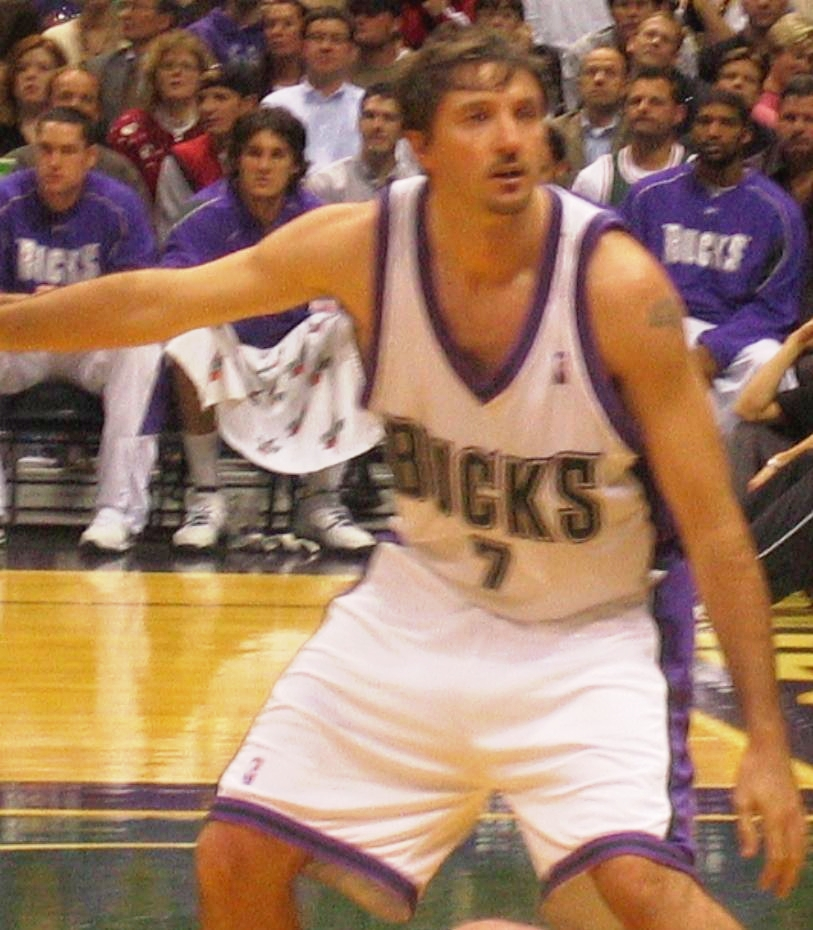
Toni Kukoč, la 29ª elección.

|  | Denota jugador miembro del Basketball Hall of Fame                                                 |
|  | Denota jugador que ha sido seleccionado al menos en un All-Star Game y un Mejor Quinteto de la NBA |
|  | Denota jugador que ha sido seleccionado al menos en un All-Star Game                               |
|  | Denota jugador que nunca ha jugado en la NBA                                                       |

| Pick | Jugador                | Nacionalidad            | Equipo de la NBA                                                                                  | Origen (Universidad/club) |
| ---- | ---------------------- | ----------------------- | ------------------------------------------------------------------------------------------------- | ------------------------- |
| 1    | Derrick Coleman (PF/C) | Estados Unidos          | New Jersey Nets                                                                                   | Syracuse                  |
| 2    | Gary Payton (PG)       | Estados Unidos          | Seattle SuperSonics                                                                               | Oregon State              |
| 3    | Chris Jackson (SG)     | Estados Unidos          | Denver Nuggets (desde Miami)                                                                      | LSU                       |
| 4    | Dennis Scott (SG/SF)   | Estados Unidos          | Orlando Magic                                                                                     | Georgia Tech              |
| 5    | Kendall Gill (SG)      | Estados Unidos          | Charlotte Hornets                                                                                 | Illinois                  |
| 6    | Felton Spencer (C)     | Estados Unidos          | Minnesota Timberwolves                                                                            | Louisville                |
| 7    | Lionel Simmons (SF)    | Estados Unidos          | Sacramento Kings                                                                                  | La Salle                  |
| 8    | Bo Kimble (SG)         | Estados Unidos          | Los Angeles Clippers                                                                              | Loyola Marymount          |
| 9    | Willie Burton (SG)     | Estados Unidos          | Miami Heat (desde Washington)                                                                     | Minnesota                 |
| 10   | Rumeal Robinson (PG)   | Estados Unidos          | Atlanta Hawks (desde Golden State)                                                                | Michigan                  |
| 11   | Tyrone Hill (PF)       | Estados Unidos          | Golden State Warriors (desde Atlanta)                                                             | Xavier                    |
| 12   | Alec Kessler (PF)      | Estados Unidos          | Houston Rockets (traspasado a Miami a cambio de Carl Herrera y los derechos de Dave Jamerson)     | Georgia                   |
| 13   | Loy Vaught (PF)        | Estados Unidos          | Los Angeles Clippers (desde Cleveland)                                                            | Michigan                  |
| 14   | Travis Mays (PG)       | Estados Unidos          | Sacramento Kings (desde Indiana)                                                                  | Texas                     |
| 15   | Dave Jamerson (SG)     | Estados Unidos          | Miami Heat (desde Denver; traspasado con Carl Herrera a Houston por los derechos de Alec Kessler) | Ohio                      |
| 16   | Terry Mills (SF)       | Estados Unidos          | Milwaukee Bucks                                                                                   | Michigan                  |
| 17   | Jerrod Mustaf (F)      | Estados Unidos          | New York Knicks                                                                                   | Maryland                  |
| 18   | Duane Causwell (C)     | Estados Unidos          | Sacramento (desde Dallas)                                                                         | Temple                    |
| 19   | Dee Brown (SG)         | Estados Unidos          | Boston Celtics                                                                                    | Jacksonville              |
| 20   | Gerald Glass (SF/SG)   | Estados Unidos          | Minnesota Timberwolves (desde Philadelphia)                                                       | Ole Miss                  |
| 21   | Jayson Williams (PF/C) | Estados Unidos          | Phoenix Suns                                                                                      | St. John's                |
| 22   | Tate George (SG)       | Estados Unidos          | New Jersey Nets (desde Chicago)                                                                   | Connecticut               |
| 23   | Anthony Bonner (F)     | Estados Unidos          | Sacramento Kings (desde Utah)                                                                     | Saint Louis               |
| 24   | Dwayne Schintzius (C)  | Estados Unidos          | San Antonio Spurs                                                                                 | Florida                   |
| 25   | Alaa Abdelnaby (PF)    | Egipto · Estados Unidos | Portland Trail Blazers                                                                            | Duke                      |
| 26   | Lance Blanks (G)       | Estados Unidos          | Detroit Pistons                                                                                   | Texas                     |
| 27   | Elden Campbell (PF/C)  | Estados Unidos          | Los Angeles Lakers                                                                                | Clemson                   |

## Segunda ronda
| Pick | Jugador                | Nacionalidad   | Equipo de la NBA                       | Origen (Universidad/club) |
| ---- | ---------------------- | -------------- | -------------------------------------- | ------------------------- |
| 28   | Les Jepsen (C)         | Estados Unidos | Golden State Warriors                  | Iowa                      |
| 29   | Toni Kukoč (SF)        | Croacia        | Chicago Bulls                          | KK Split (Croacia)        |
| 30   | Carl Herrera (PF)      | Venezuela      | Miami Heat                             | Houston                   |
| 31   | Negele Knight (G)      | Estados Unidos | Phoenix Suns                           | Dayton                    |
| 32   | Brian Oliver (G)       | Estados Unidos | Philadelphia 76ers                     | Georgia Tech              |
| 33   | Walter Palmer (C/F)    | Estados Unidos | Utah Jazz                              | Dartmouth                 |
| 34   | Kevin Pritchard (G)    | Estados Unidos | Golden State Warriors                  | Kansas                    |
| 35   | Greg Foster (F/C)      | Estados Unidos | Washington Bullets                     | UTEP                      |
| 36   | Trevor Wilson (F)      | Estados Unidos | Atlanta Hawks                          | UCLA                      |
| 37   | A.J. English (G)       | Estados Unidos | Washington Bullets                     | Virginia Union            |
| 38   | Jud Buechler (F/G)     | Estados Unidos | Seattle SuperSonics                    | Arizona                   |
| 39   | Steve Scheffler (C/F)  | Estados Unidos | Charlotte Hornets                      | Purdue                    |
| 40   | Bimbo Coles (G)        | Estados Unidos | Sacramento Kings                       | Virginia Tech             |
| 41   | Steve Bardo (G)        | Estados Unidos | Atlanta Hawks                          | Illinois                  |
| 42   | Marcus Liberty (F)     | Estados Unidos | Denver Nuggets                         | Illinois                  |
| 43   | Tony Massenburg (F)    | Estados Unidos | San Antonio Spurs                      | Maryland                  |
| 44   | Steve Henson (G)       | Estados Unidos | Milwaukee Bucks                        | Kansas State              |
| 45   | Antonio Davis (F/C)    | Estados Unidos | Indiana Pacers                         | UTEP                      |
| 46   | Kenny Williams (F)     | Estados Unidos | Indiana Pacers                         | Elizabeth City State      |
| 47   | Derek Strong (F)       | Estados Unidos | Philadelphia 76ers                     | Xavier                    |
| 48   | Cedric Ceballos (F)    | Estados Unidos | Phoenix Suns                           | Cal State Fullerton       |
| 49   | Phil Henderson (SG)    | Estados Unidos | Dallas Mavericks                       | Duke                      |
| 50   | Milos Babic (C)        | Yugoslavia     | Phoenix Suns                           | Tennessee Tech            |
| 51   | Tony Smith (C)         | Estados Unidos | Los Angeles Lakers (desde San Antonio) | Marquette                 |
| 52   | Stefano Rusconi (PF/C) | Italia         | Cleveland Cavaliers                    | Ranger Varese (Italia)    |
| 53   | Abdul Shamsid-Deen (C) | Estados Unidos | Seattle SuperSonics                    | Providence                |
| 54   | Sean Higgins (G/F)     | Estados Unidos | San Antonio Spurs                      | Michigan                  |

## Jugadores destacados no incluidos en el draft
Estos jugadores no fueron seleccionados en el draft de la NBA de 1990, pero han jugado al menos un partido en la NBA.
| Jugador        | Pos.  | Nacionalidad   | Universidad/Club     |
| -------------- | ----- | -------------- | -------------------- |
| Keith Askins   | F     | Estados Unidos | Alabama (Sr.)        |
| Marty Conlon   | PF    | Estados Unidos | Providence (Sr.)     |
| Alan Ogg       | C     | Estados Unidos | UAB (Sr.)            |
| Dan O'Sullivan | C/PF  | Estados Unidos | Fordham (Sr.)        |
| Larry Robinson | SF/SG | Estados Unidos | Centenary (Sr.)      |
| Scott Williams | C/PF  | Estados Unidos | North Carolina (Sr.) |